# Пуковниковица
Пуковниковица је југословенски филм из 1972. године. Режирао га је Ђорђе Кадијевић, који је заједно са Александром Петковићем адаптирао сценарио написан од стране књижевника Данка Поповића.